# Evrazijski ris
Ris (znanstveno ime Lynx) ali navadni ris je prvotno živel v listnatih gozdovih, človek pa ga je pregnal v gore in v redko gozdnato krajino. Naseljuje območje od Severne Evrope do vzhodne Azije pa vse do Severne Amerike.

## Značilnosti
Ris zraste do 130 cm v dolžino in 75 cm v višino (podobno kot gepard). Tehta približno 30 do 40 kg. Ima zelo ostre kremplje in zobe. Njegova šapa meri približno 7 cm v širino in 13 cm v višino. Kremplje lahko skrije. Njegova življenjska doba traja 12 let. Je največja mačka v rodu risov (Lynx). Evrazijski ris ima svetlo rjavordeče obarvan kožuh, posut s temnejšimi pikami, kar mu omogoča, da se lažje zlije v drevesnih krošnjah in v listju. Vzorec in barva kožuha sta zelo variabilna. Trebuh ima večinokrat bele barve. Najlažje ga prepoznamo po dolgih črnih čopkih na ušesih in zelo kratkem repu (največ do 35 cm). Lovi predvsem parkljarje, ki so do 4-krat večji od njega (lovi tudi jelene, koze, ovce), zadovolji pa se tudi z zajci in žvižgači. Pleni večinoma srnjad, manjše živali pa lovi le, če večjih ni dovolj. Lovi iz zasede, saj mu šibko srce ne dopušča dolgega tekanja. Z izjemo mladih risov te živali ne plezajo višje na drevo, razen, če jim preti nevarnost. Ogrožajo ga živinorejci in promet. Ris v naravi nima naravnih sovražnikov. V rod risov (Lynx) spadajo tudi rdečerjavi ris, iberski ris in kanadski ris. Paritvena sezona risev poteka med januarjem in aprilom.

## Grožnje in ohranitev vrste
Najraje ima gorsko gozdnat svet, ki se pa zaradi vpliva človeka vse bolj krči in s tem ogroža živali, ki v njem živijo. Ampak to ni edini razlog njegove ogroženosti. Že v starih časih so ga poznali po izrednih roparskih sposobnostih, zato so se ga bali in ga začeli množično iztrebljati. Kasneje so ga lovili zaradi kožuha, tako da so nastavljali razne pasti, strupe ipd.
Slovenska populacija risa zajema le še okoli 15 osebkov; v naravovarstvenem projektu LIFE lynx, ki se je začel leta 2017, bo do leta 2024 v Slovenijo prenesenih 10 risov iz Slovaške in Romunije. Prvega risa, Goruja, so v Slovenijo priselili 26. aprila leta 2019, do sedaj pa so bili v Slovenijo naseljeni štirje risi.
Risa na Slovenskem najdemo predvsem v Kočevskem rogu (kjer je gosta rast), drugače pa ga najdemo tudi v gorskih predelih Slovenije. Po nekaterih podatkih je bilo leta 2012 v dinarski pokrajini, ki zajema Slovenijo, Hrvaško ter Bosno in Hercegovino, od 120 do 130 osebkov te vrste. Populacija je bila ocenjena kot stabilna ali v upadu.

## Podvrste
- Lynx lynx lynx, Skandinavija, Srednja Evropa in Vzhodna Evropa, zahodna Sibirija
- Lynx lynx dinniki, Kavkaz
- Lynx lynx isabellinus, osrednja Azija
- Lynx lynx koslowi, osredna Sibirija
- Lynx lynx sardiniae, izumrla, Sardinija
- Lynx lynx stroganovi, področje Amurja
- Lynx lynx wrangelli, vzhodna Sibirija